# 토리노의 수의

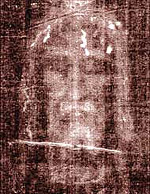
1898년에 촬영한 토리노 수의의 윗부분. 포지티브 이미지보다 네거티브 이미지가 더욱 선명하게 사람의 형태를 나타낸다.

토리노의 수의는 중세에 만들어진, 이탈리아 토리노의 세례자 요한 성당에 보관된 가로 약 4미터, 세로 약 1미터 길이의 천으로 예수의 장례식 때 사용되었다는 것을 기념하는 일종의 모조품이다. 상처 입은 남성의 형상이 있는 긴 천의 수의는 가짜로 판명되어 기독교 관련 작품이란 의견이 일반적이다.
일반적으로 11세기 서방기독교 형성 시기 이후에 성물 숭배와 순례 문화가 있었고, 이 기간에 형성된 여러 성물 작품 중 하나일 뿐이라고 말한다. 수의는 1354년에 발견된 후 다양한 논란이 있었으며, 1389년 트로이의 주교에 의해 가짜로 판명되었다. 토리노의 수의의 진위 여부에 대한 논란이 지속되어, 몇 차례 과학 조사가 이뤄지기도 했으며, 현재는 중세에 만들어진 가짜 작품이라는 것이 밝혀진 상태이다. 심지어는 만약 실제 수의라고 해도 새겨진 인물 모습이 예수인지는 여전히 불분명하다.
기독교 내부에서도 개신교회와 정교회는 대체로 작품 의견을 지지하고, 천주교에서 수의 의견을 지지하지도 안 하지도 않는 애매한 입장을 보인다.  일반적으로 과학적 분석을 따라 수의의 연대측정 결과를 근거로 14세기에 만들어졌다는 것이 밝혀진 상태이다. 학자들에 따라서는 중세 기독교의 침략전쟁인 십자군 전쟁으로 상처를 입은 이슬람교도들이 성물숭배가 유행한 중세 기독교인들을 조롱하기 위해서 만들었다는 주장을 하기도 한다.

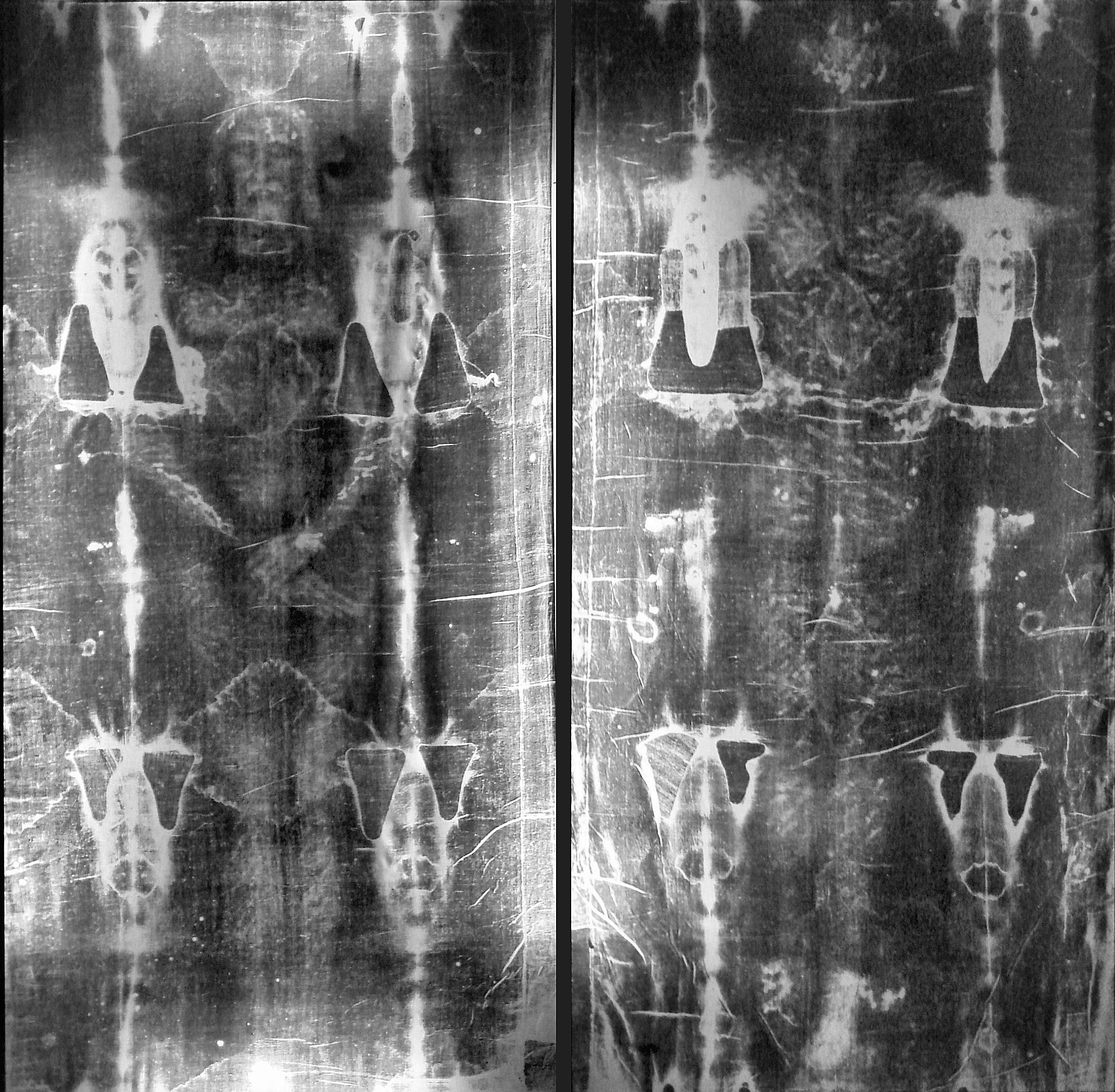
네거티브 형식으로 찍은 토리노의 수의의 전체 모습.

## 연구와 논쟁

### 논란의 시작
토리노 수의의 논란은 이탈리아 사진가 세콘도 피아가 왕의 허락으로 수의의 사진을 촬영하면서 시작된다. 처음에 수의의 형상이 너무 희미해서 세콘도 피아는 실망했지만 그가 촬영한 원판은 세상을 발칵 뒤집어 놓았다.
1532년 샹베리 성 예배당의 화재로 수의는 피해를 입었다. 1563년, 사보이아 공작 에마누엘레 필리베르토는 사보이아 공국의 수도를 샹베리에서 토리노로 이전하였고, 1578년에 수의도 샹베리 성 예배당에서 토리노 대성당으로 옮겨왔다. 1580년 이후로 수의는 400년간 11차례 정도만 공개되었다.

### 과학적 분석
토리노 수의의 연대측정, 재료 역사학 및 혈흔과 꽃가루 연구 결과, 토리노 수의는 가짜로 밝혀져있다.

#### 방사성 연대 측정
1988년에는 방사성 탄소 연대 측정 결과 수의의 연대가 1260년-1390년 사이인 중세로 나왔다. 이 결과로 수의가 진품이 아니라는 주장이 거세어졌지만, 3개의 샘플을 3개의 연구소에서 방사성 탄소 연대 측정의 신뢰도를 검사해보았는데, 세 곳에서 모두 일치된 년도를 95%의 신뢰도로 측정하였다. 실제 탄소연대측정 실험 자체의 정확성에 신뢰도를 더하기 위해 이미 연대가 잘 알려진 다른 천조각 샘플 세 개(원년 또는 중세)를 추가하였는데, 나머지 세 가지 샘플에 대해서도 역시 연대를 95%의 신뢰도로 100년 가량의 구간으로 연대측정해 내었으며 이미 알려진 연대와도 또한 일치하였다.  최근 2020년에 이루어진 연구에 따라 이는 88년정도가 더 조정되어 더 정확한 연대가 측정되었다. 이를 통해 토리노 수의는 중세에 만들어진 것으로 확정되었다.

#### 재료역사학적 분석
1998년에 조니켈 박사는 토리노 수의의 헤링본 직조가 예수 시기에는 존재할 수 없는 것이라는 사실을 밝혀내었다. 이 시기의 직조는 주로 특정 무늬가 없는 것들 뿐이었다. 2000년에 예루살렘에서 1세기것으로 보이는 수의가 발견되었으나, 이는 두방향으로만 이루어진 직조로 발견되었으며, 이는 토리노수의의 헤링본 직조와는 완전히 다른 형태였다. 이를 통해, 토리노 수의는 예수 시대 것이 아님이 증명되었다.

#### 생물학적 분석
혈흔과 꽃가루의 DNA 채취 및 연구가 이루어졌다.
우선 혈흔의 경우, 산화철이 발견되지 않아, 이는 실제 혈흔이 아닌, 중세시대의 물감인 것이 밝혀졌다. 또한, 실제로 자국이 피가 흐르는 자국과는 전혀 다르다는 것이 밝혀져, 이는 중세시대의 작품으로 밝혀졌다.
2011년 보롱가 대학의 살바도르 로루스 교수와 그의 연구진은 근대 디지털 이미지 프로세싱 기술을 이용해 1931년에 찍힌 네거티브 사진을 분석했다. 그들은 어떠한 코인 혹은 꽃도 찾지 못했다.
2015년에 이탈리아의 과학자 Barcaccia와 그의 동료들은 새로운 연구를 출판했다. 수의를 1977년과 1988년에 진공청소기로 빨린 것의 인간과 비인간 DNA를 분석했다. 그들은 19종의 식물을 발견했고, 이는 지중해 지방, 유럽, 북 아프리카, 중동, 동아시아(중국) 그리고 미국에서 발견된 식물들이었다. 인간의 미토콘드리아 DNA시퀀스에서 그들은 다양한 인종과 유럽/아프리카/중동/인도를 포함하는 지역의 하플로그룹을 발견했다. 수의에서 발견된 꽃가루의 DNA를 분석해 본 결과, 그들은 다양한 장소에서 온 다양한 사람과 접촉했음을 밝혀내었다. 과학자들에 의하면, 이러한 다양성은 중세시대 유럽임을 배제할 수는 없지만, 이는 수의가 인도에서 만들어진 리넨으로 만들어졌을 가능성을 제시하고 있다. 어떠한 가능성이든, 수의가 가짜라는 것은 사실상 기정사실화 된 것이다.

### 토리노의 수의 옹호론
일부 옹호론자들의 주장에 의하면, 에데사의 왕 아브갈이 나병이 나았다는 기록 이후로 성의에 대한 기록은 자취를 감추었다가, 에데사에 홍수가 나면서 다시 나타났고, 동로마 황제가 군대를 보내서 콘스탄티노플로 수의를 옮긴 944년까지 성소에 보관되어왔다. 이후 1204년까지 콘스탄티노플에 소장되었다고 주장한다. 이것을 1204년 4차 십자군이 콘스탄티노플을 침략했고, 프랑스 기사였던 로버트 드 클래리는 그리스도 모습이 담긴 수의를 봤다고 기록했으나 도시 함락 후 수의는 감쪽같이 사라졌다. 그들의 주장에따르면 1205년 4차 십자군의 기사 오손 드 라 로쉬가 수의를 아테네로 옮겼다고 한다. 그 후 1353년 오손의 먼 후손 잔느 드 베르지가 리레이에서 처음으로 수의를 소장하고 있던 제프리 드 샤네이와 결혼해서 공동소유하였다고 하는데, 위 사진이 두 가문의 문장과 수의의 모양이 그려진 메달이다. 샤네이의 후손들은 1452년에 수의의 소유권을 사보이아 가문에게 넘겼다고 주장한다. 하지만 이 기록에서 나타난 수의가 토리노 수의와 같다는 근거는 존재하지 않는다.

## 같이 보기
- 가짜뉴스
- 모조품